# Spar+Leihkasse Riggisberg
Die Spar+Leihkasse Riggisberg AG ist eine in der Gemeinde Riggisberg domizilierte und in der Region Gantrisch verankerte, 1903 gegründete Schweizer Regionalbank. Ihr Tätigkeitsgebiet umfasst insbesondere die Entgegennahme von Spar- und Anlagegeldern, das Hypothekargeschäft, Finanzdienstleistungen für kleine und mittlere Unternehmen (KMU), Private Banking sowie unterschiedliche, auf das Retail Banking fokussierte Dienstleistungen. Das Geschäftsgebiet umfasst vornehmlich den Kanton Bern.
Die Bank beschäftigt 19 Mitarbeitende und wies Ende 2019 eine Bilanzsumme von 555 Millionen Schweizer Franken aus.